# Bahía

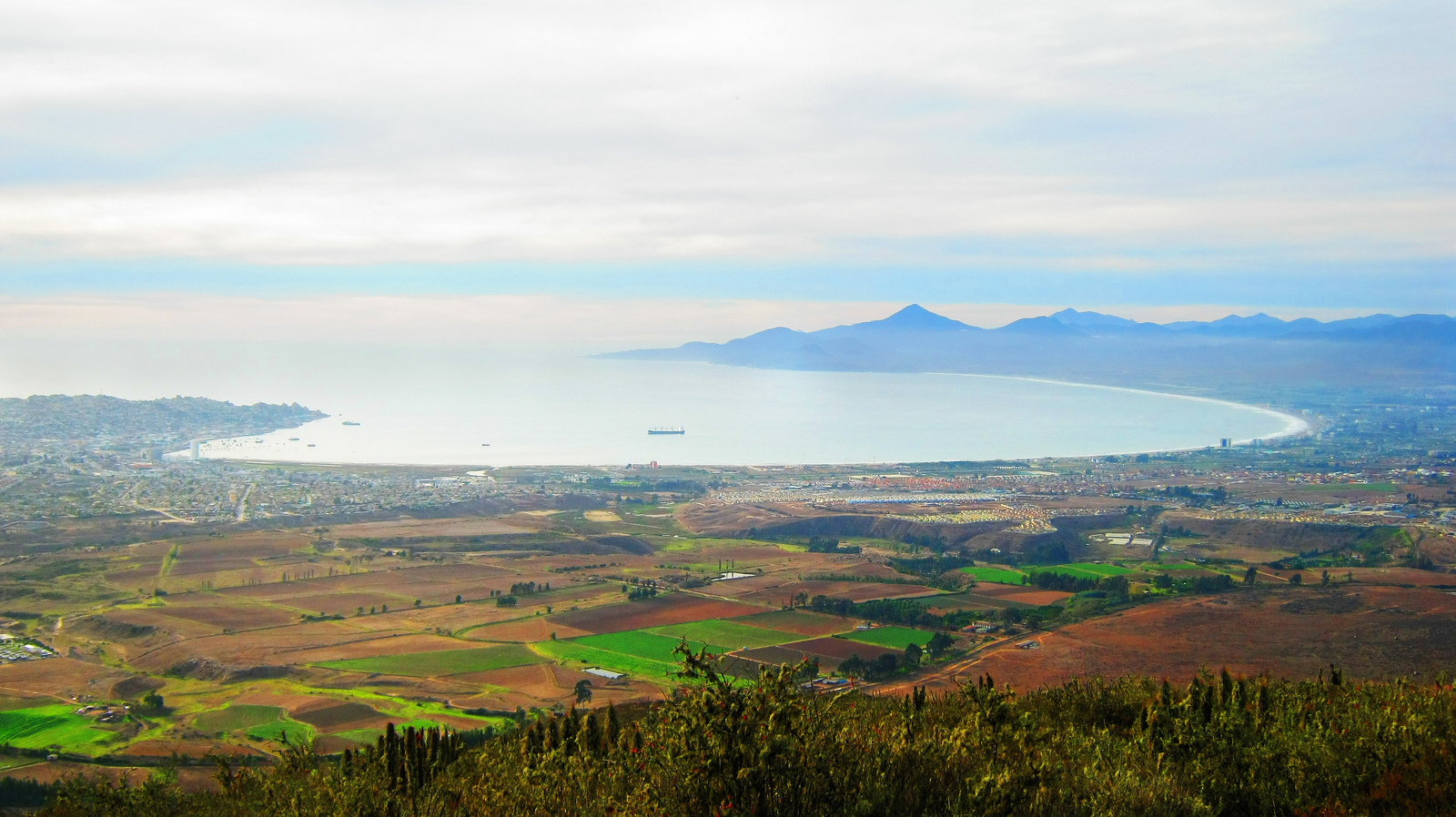
Vista de la Bahía de Coquimbo, en el Gran La Serena (Chile).

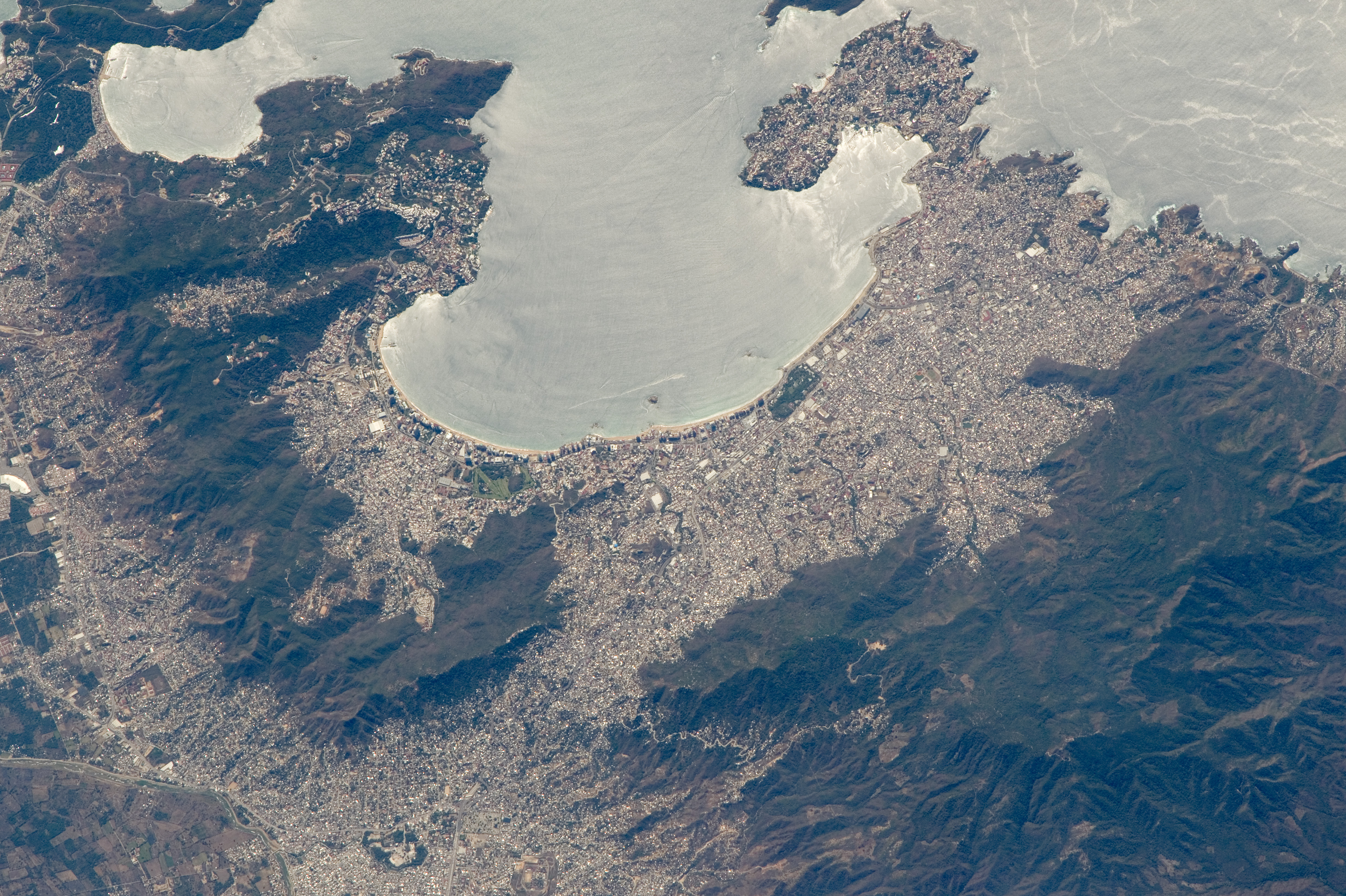
Bahías de Santa Lucía y Puerto Marqués en Acapulco (México)

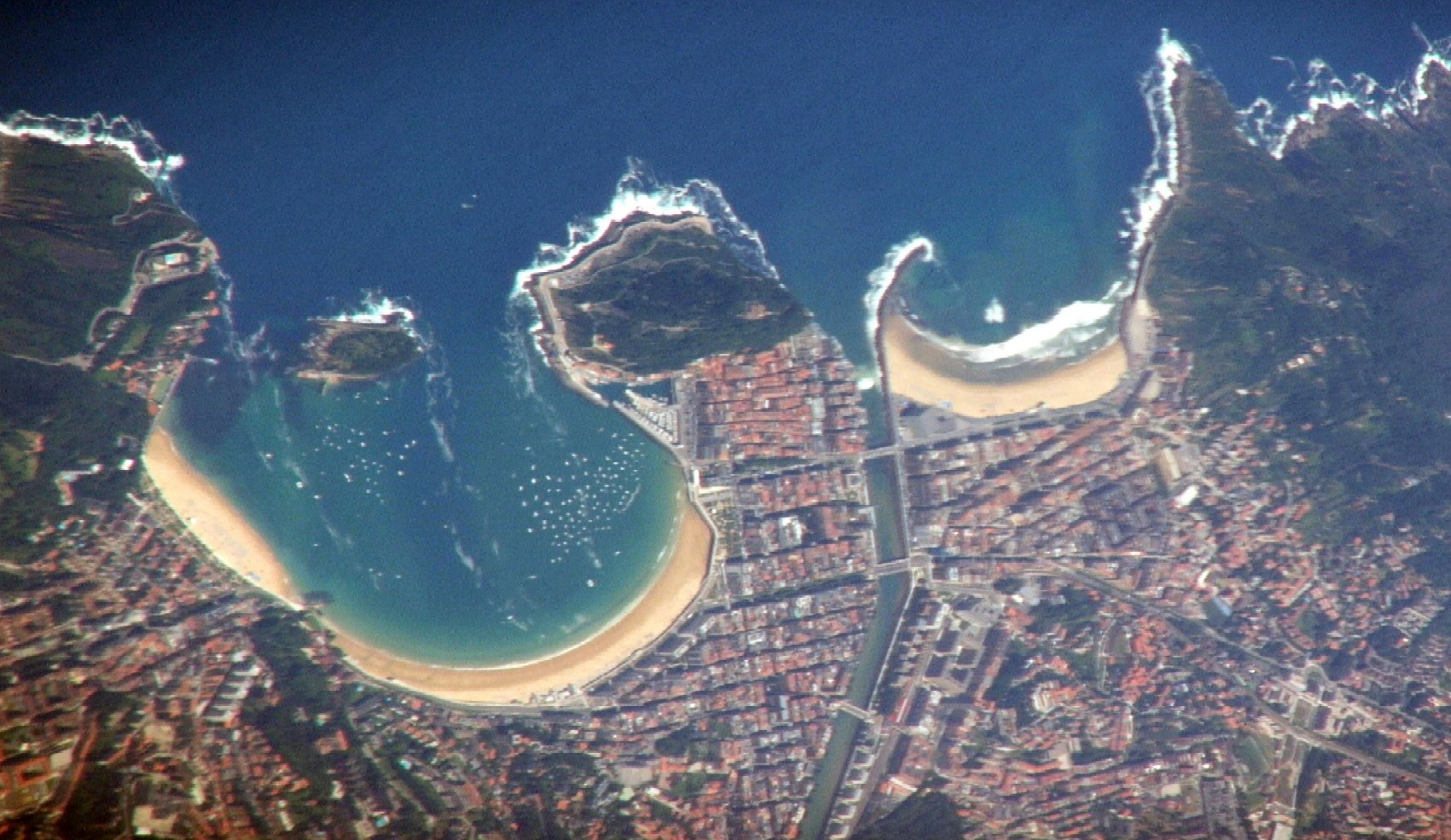
Vista de la bahía de La Concha, en San Sebastián (España).

Una bahía es una entrada de un mar, océano o lago rodeada por tierra excepto por una apertura, que suele ser más ancha que el resto de la penetración de la tierra. Se trata de una concavidad en la línea costera formada generalmente por la erosión por los movimientos del mar o del lago. La bahía es el concepto geográfico opuesto a un cabo o a una península. Las grandes bahías suelen considerarse golfos, pero no hay una delimitación exacta entre lo que es una bahía y lo que es un golfo.
No debe confundirse una bahía con una ría o un fiordo, ya que han sufrido diferentes procesos en su formación. La bahía proviene de la erosión ejercida por el mar, mientras que las rías tienen un origen fluvial y los fiordos, glacial.
Suelen ser de gran importancia económica y estratégica para un país puesto que son lugares muy favorables para la construcción de puertos.
Una bahía puede ser el estuario de un río, como la bahía de Chesapeake, un estuario del río Susquehanna. Las bahías también pueden estar anidadas unas dentro de otras; por ejemplo, James Bay es un brazo de Hudson Bay en el noreste de Canadá. Algunas grandes bahías, como la Bahía de Bengala y la Bahía de Hudson, presentan una geología marina variada.
La tierra que rodea una bahía a menudo reduce la fuerza de los vientos y bloquea las olas. Las bahías pueden tener una variedad tan amplia de características costeras como otras costas. En algunos casos, las bahías tienen playas  que "generalmente se caracterizan por una playa superior empinada con una amplia terraza frontal plana". Las bahías fueron importantes en la historia de los asentamientos humanos porque proporcionaron lugares seguros para la pesca. Posteriormente fueron importantes en el desarrollo del comercio marítimo, ya que el fondeadero seguro que proporcionan alentó su selección como puertos.

## Definición
La Convención de las Naciones Unidas sobre el Derecho del Mar (CONVEMAR) define una bahía como una hendidura bien marcada en la línea costera, cuya penetración es tan proporcional al ancho de su desembocadura que contiene aguas sin litoral y constituye más de un mera curvatura de la costa. Sin embargo, una muesca no se considerará una bahía a menos que su área sea tan grande como (o mayor que) la del semicírculo cuyo diámetro es una línea trazada a través de la boca de esa muesca; de lo contrario, se denominaría ensenada.

## Etimología
"Bahía" es un término de origen prerromano, a través del latín de época baja baia. "Golfo" tiene su origen en la lengua griega kólpos, a través de los términos del latín vulgar colpu, colfu, *golfu.

## Formación

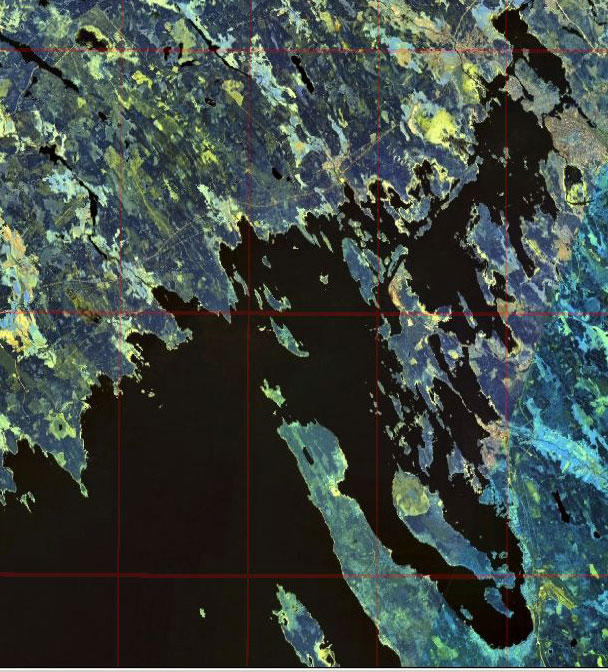
La Bahía de Vyborg en el Golfo de Finlandia

Hay varias formas en las que se pueden formar bahías. Las bahías más grandes se han desarrollado a través de la tectónica de placas. A medida que el supercontinente Pangea se fragmentó a lo largo de líneas de falla curvadas y dentadas, los continentes se separaron y dejaron grandes bahías; estos incluyen el Golfo de Guinea, el Golfo de México y la Bahía de Bengala, que es la bahía más grande del mundo.
Las bahías también se forman a través de la erosión costera por ríos y glaciares. Una bahía formada por un glaciar es un fiordo. Las rías son creadas por ríos y se caracterizan por pendientes más graduales. Los depósitos de rocas más blandas se erosionan más rápidamente, formando bahías, mientras que las rocas más duras se erosionan con menos rapidez, dejando promontorios.

### Tipos

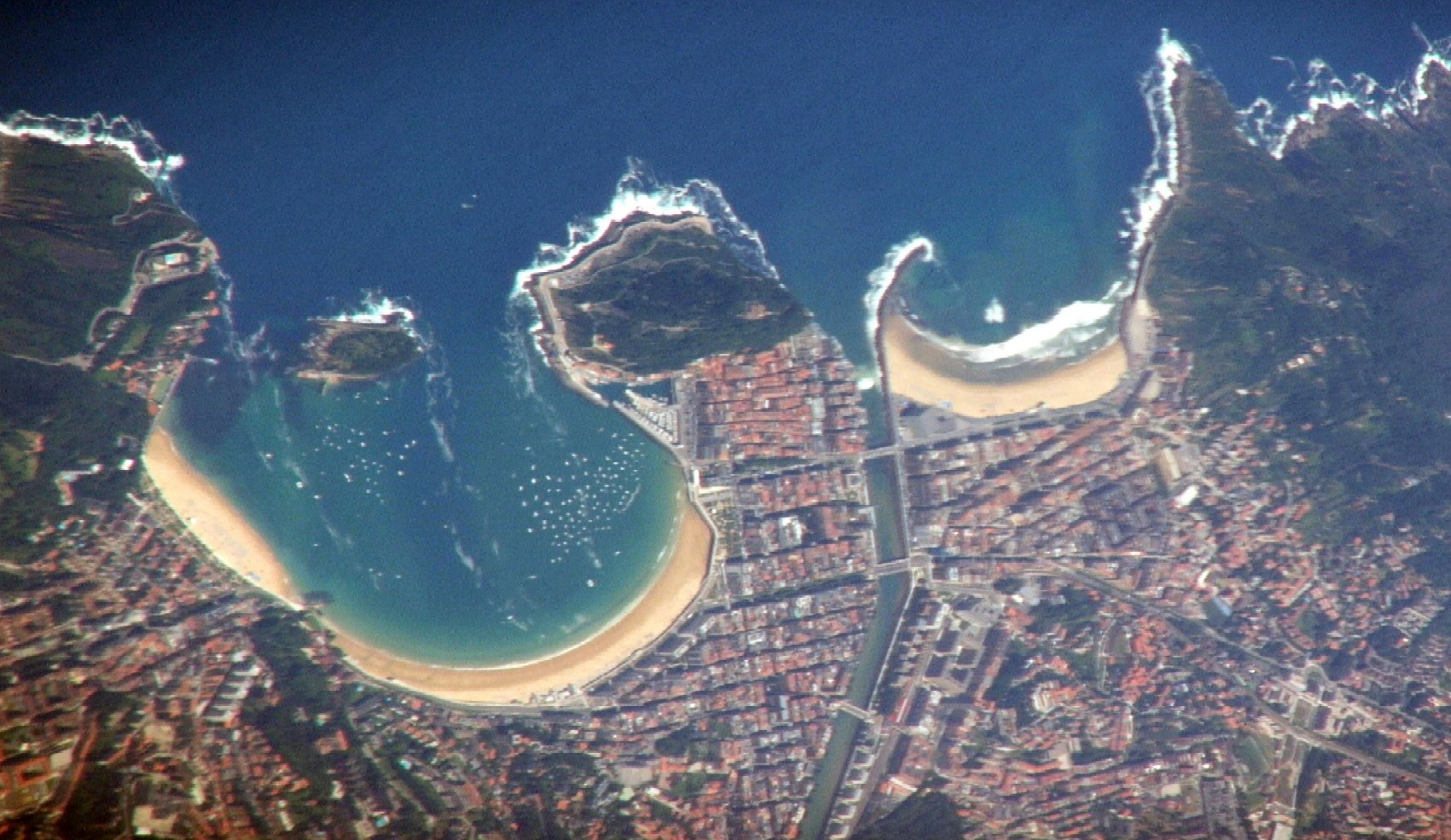
Dos bahías adyacentes en San Sebastián, España, una cerrada (izquierda, con una isla en la boca) y otra abierta (derecha)

- Bahía abierta: bahía más ancha en la boca, flanqueada por promontorios.
- Bahía cerrada: una bahía cuya boca es más estrecha que su parte más ancha, flanqueada por al menos una península.
- Bahía semicerrada: bahía abierta cuya salida se realiza en canales más estrechos por una o más isla dentro de su boca.
  - Bahía de barrera trasera: bahía semicerrada separada de aguas abiertas por una o más islas barrera.[8]

## Bahía en el derecho del mar
En el sentido del derecho del mar (véase la Convención de las Naciones Unidas sobre el Derecho del Mar, artículo 10): 

Se entiende por "bahía" una hendidura bien marcada cuya penetración en tierra en relación con su anchura en la abertura es tal que las aguas que contiene están rodeadas por la costa y que constituye algo más que una mera inflexión de la costa. Sin embargo, una bahía no se considerará bahía a menos que su superficie sea por lo menos igual a la de la mitad de un disco cuyo diámetro sea la línea recta trazada a través de la entrada de la bahía.
Naciones Unidas, 10 de diciembre de 1982.

## Impacto de las bahías en la dinámica del agua en lagos y mares
Las bahías, que son cuerpos de agua costeros parcialmente encerrados por tierra pero con una amplia apertura hacia un cuerpo de agua más grande, influyen significativamente en la dinámica del movimiento del agua tanto en lagos como en mares. Su geomorfología única afecta el comportamiento de las olas, los patrones de las mareas, el impacto de las tormentas y la circulación del agua, desempeñando un papel crucial en la configuración de los entornos acuáticos locales.
Dinámica de las olas
Las bahías modifican la propagación de las olas al reducir su energía mediante refracción y difracción. A medida que las olas ingresan a una bahía, su velocidad disminuye debido a la fricción con el fondo menos profundo y se curvan alrededor de los cabos, dispersando su energía antes de llegar a la costa. Esto resulta en aguas más tranquilas dentro de la bahía en comparación con el mar o lago abierto, lo que las convierte en puertos naturales. Sin embargo, en el caso de bahías estrechas o en forma de embudo, la energía de las olas puede concentrarse, aumentando su altura y generando corrientes más fuertes.
Influencia de las mareas
Las mareas dentro de las bahías están determinadas por su forma, profundidad y conexión con el cuerpo de agua principal. Las bahías amplias y abiertas experimentan mareas similares a las del mar o lago adyacente, mientras que las bahías estrechas o alargadas pueden amplificar los rangos de marea debido al efecto de embudo. En casos extremos, como en la bahía de Fundy en Canadá, las mareas son significativamente más altas que en el océano abierto debido a los efectos de resonancia. Además, las bahías cerradas o semicerradas pueden presentar patrones de marea únicos, como ondas estacionarias o ciclos mareales retrasados en comparación con sus cuerpos de agua conectados.
Impacto de tormentas y protección contra marejadas
Las bahías actúan como amortiguadores contra tormentas, reduciendo la intensidad de las olas impulsadas por el viento y las marejadas ciclónicas. La tierra que rodea una bahía proporciona cierta protección contra la exposición directa a vientos y olas fuertes, disipando su energía. Sin embargo, las bahías con una entrada estrecha pueden experimentar una amplificación de la marejada debido a la restricción del flujo de salida, lo que provoca graves inundaciones costeras. Este efecto es particularmente notable en bahías poco profundas con costas de pendiente suave, donde las marejadas pueden penetrar más tierra adentro.
Circulación y mezcla del agua
La forma y profundidad de una bahía influyen en la circulación y mezcla del agua, afectando la temperatura, la salinidad y los niveles de oxígeno. Las bahías con amplias aperturas permiten un intercambio libre de agua con el mar o lago abierto, manteniendo patrones de circulación dinámicos. En contraste, las bahías cerradas o parcialmente cerradas pueden desarrollar estratificación, donde se forman capas de agua con diferentes propiedades, reduciendo la mezcla y provocando la disminución de oxígeno en áreas más profundas. Además, las bahías estuarinas, donde el agua dulce se encuentra con el agua salada, experimentan procesos de mezcla complejos, creando entornos salobres con características ecológicas únicas.

## Impacto ecológico de las bahías
Las bahías, al ser cuerpos de agua costeros semicerrados, influyen significativamente en la ecología de los organismos acuáticos al crear condiciones ambientales únicas que favorecen una gran diversidad de vida marina y de agua dulce. Su efecto sobre la temperatura del agua, la salinidad, la disponibilidad de nutrientes y la estructura del hábitat determina la distribución, el comportamiento y la supervivencia de las especies acuáticas.
Diversidad de hábitats y refugio
Las bahías proporcionan una variedad de hábitats, incluidos estuarios, llanuras intermareales, praderas de pastos marinos y manglares, que sirven como criaderos para numerosos peces, mariscos e invertebrados. Estos entornos ofrecen protección contra depredadores y corrientes oceánicas fuertes, permitiendo que las especies juveniles crezcan antes de migrar a aguas abiertas. Además, las condiciones más tranquilas dentro de las bahías favorecen el desarrollo de arrecifes de coral y bosques de algas, aumentando la biodiversidad.
Influencia en la temperatura y salinidad del agua
En comparación con los océanos o lagos abiertos, las bahías tienden a tener temperaturas del agua más estables debido a su naturaleza cerrada, lo que reduce las fluctuaciones extremas de temperatura. Esta estabilidad beneficia a especies sensibles a los cambios térmicos. Sin embargo, los niveles de salinidad en las bahías pueden variar considerablemente debido al aporte de agua dulce de los ríos. Los ecosistemas de agua salobre en las bahías estuarinas crean un ambiente único donde prosperan especies adaptadas tanto al agua dulce como a la salada, como ciertos peces y crustáceos.
Ciclo de nutrientes y productividad
Las bahías suelen ser altamente productivas debido al aporte de nutrientes de los ríos y la mezcla de mareas, lo que fomenta la proliferación del plancton, base de la cadena alimentaria para peces y mamíferos marinos. Sin embargo, el exceso de nutrientes debido a actividades humanas puede provocar eutrofización, causando la disminución del oxígeno y la proliferación de algas nocivas que afectan negativamente la vida acuática.

## Bahías de fama mundial

### África
- Bahía de Argel en Argelia
- Bahía de Ambas en Camerún
- Bahía de Béjaia en Argelia
- Bahía de Orán en Argelia
- Bahía de Mostaganem en Argelia
- Bahía de Tánger en Marruecos
- Bahía de Sangareya en Guinea
- Bahía de Agadir en Marruecos
- Bahía de la Mesa en Argelia
- Pemba en Mozambique.
- Bahía de Villa Cisneros en Marruecos

### América
.
- Bahía de La Habana en Cuba
- Bahía de Cochinos en Cuba
- Bahía de Hudson en Canadá
- Bahía de James en Canadá
- Bahía Chaleur en Canadá
- Bahía de Fundy en Canadá
- Bahía de Ungava en Canadá
- Bahía de Saint-François en Canadá

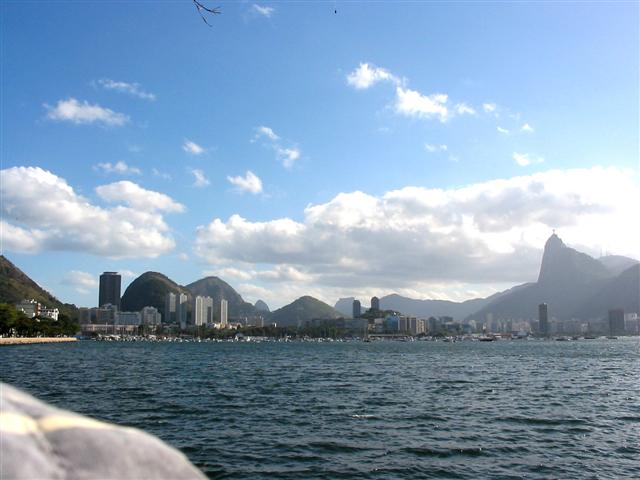
Vista de Río de Janeiro desde Bahía de Guanabara

- Bahía de Monterey en Estados Unidos
- Bahía de San Francisco (Estados Unidos)
- Bahía de Guanabara en Brasil
- Bahía de Todos los Santos en Brasil
- Bahía de Santa Marta en Colombia
- Baie-de-Henne en Haití

### Asia
- Bahía de Along en Vietnam
- Bahía de Tokio en Japón
- Bahía de Osaka en Japón

### Europa
- Bahía de Palma, en España
- Bahía de Santander, en España
- Bahía de Nápoles, en Italia
- Bahía de Lübeck, en Alemania
- Bahía del Sena, en Francia
- Bahía del Sena, en Francia
- Bahía de Saint-Brieuc, en Francia
- Bahía de Douarnenez, en Francia
- Bahía de Audierne, en Francia
- Baie d'Audierne en Francia
- Bahía de Quiberon en Francia
- Bahía de Somme en Francia
- Bahía de Somme en Francia
- Bahía del Mont-Saint-Michel (Bretaña)
- Bahía del Monte Saint-Michel en Francia
- Baie des Anges en Francia
- Baie des Anges en Francia
- Baie des Anges en Francia
- Lyme Bay en Francia
- Bahía de Lyme en Reino Unido

### Oceanía
- Gran bahía australiana
- Botany Bay en Australia
- Bahía de Port Phillip situada en Australia

## Papel en algunas batallas y hechos históricos
A lo largo de la historia, las bahías han sido características geográficas cruciales durante los conflictos militares debido a su importancia estratégica para las operaciones navales, ofreciendo puertos naturales para las flotas y sirviendo, en muchos casos, como lugares clave para invasiones, batallas navales o asedios. A continuación, se describen varias bahías significativas que jugaron papeles fundamentales en la historia:
Bahía de Vizcaya (España/Francia) – Batalla de la Bahía de Vigo (1702)
La bahía de Vizcaya, ubicada a lo largo de la costa norte de España y sur de Francia, fue el escenario de la Batalla de la Bahía de Vigo durante la guerra de sucesión española. En 1702, una flota combinada anglo-portuguesa, dirigida por el almirante Sir George Rooke, atacó a una flota franco-española anclada en la Bahía de Vigo. La flota francesa fue devastada y varios barcos españoles fueron capturados o hundidos. Esta victoria fue crucial para evitar que los franceses dominaran las rutas navales y para proteger los intereses británicos en el Mediterráneo. También marcó un punto de inflexión en la lucha por el control de la supremacía naval en Europa.
Bahía de Chesapeake (Estados Unidos) – Batalla de Chesapeake (1781)
Durante la guerra de Independencia de los Estados Unidos, la batalla de Chesapeake, librada en 1781 frente a la costa de Virginia, fue un enfrentamiento naval decisivo entre la flota francesa, comandada por el almirante de Grasse, y la flota británica bajo el mando del almirante Graves. La victoria francesa en esta batalla jugó un papel importante en la victoria final de las fuerzas estadounidenses y francesas en el sitio de Yorktown. El control francés de la bahía impidió que los refuerzos británicos llegaran al ejército del general Cornwallis, sellando efectivamente el destino de los británicos en América y llevando al fin de la guerra.
Bahía de Dakar (Senegal) – El Ataque a Dakar (1940)
La bahía de Dakar, en la costa occidental de África, fue el escenario del fallido asalto naval británico al puerto controlado por los franceses de Vichy durante la Segunda Guerra Mundial. En 1940, Gran Bretaña intentó evitar que el régimen de Vichy usara el puerto, que colaboraba con la Alemania nazi. Los británicos lanzaron un ataque infructuoso a la Bahía de Dakar, pero a pesar de sus esfuerzos, el puerto permaneció bajo control francés hasta después de la invasión aliada de África del Norte en 1942. Esta batalla destacó los desafíos de controlar puertos clave en la era de los conflictos navales globales.
Bahía de Nápoles (Italia) – La Invasión Aliada de Italia (1943)
La bahía de Nápoles fue una ubicación clave durante la Segunda Guerra Mundial, sirviendo como base para la invasión aliada de Italia en 1943. Los aliados desembarcaron en el golfo de Salerno, parte de la Bahía de Nápoles, en la Operación Avalanche. Esta invasión marcó el comienzo de la Campaña de Italia, cuyo objetivo era debilitar a las potencias del Eje en Europa. La batalla que siguió fue feroz, con una fuerte resistencia alemana contra los aliados. Sin embargo, para finales de septiembre de 1943, los aliados habían asegurado un punto de apoyo en el sur de Italia, lo que finalmente llevó a la liberación del país y debilitó el control del Eje en Europa.
Bahía de Tokio (Japón) – La Rendición de Japón (1945)
Uno de los eventos más significativos de la historia naval tuvo lugar en la bahía de Tokio al final de la Segunda Guerra Mundial. El 2 de septiembre de 1945, a bordo del USS Missouri, Japón se rindió oficialmente a las fuerzas aliadas, poniendo fin a la guerra en el Pacífico. La ceremonia de rendición se celebró en la bahía, simbolizando tanto la devastación que Japón había sufrido durante la guerra como el momento crucial del fin del conflicto. Este evento marcó la primera vez en la historia que una gran potencia mundial se rindió formalmente ante otra, cambiando el curso de la historia.
Bahía de Cochinos (Cuba) – Invasión de Bahía de Cochinos (1961)
La bahía de Cochinos, situada en la costa sur de Cuba, fue el escenario de la fallida invasión apoyada por Estados Unidos en 1961. Esta operación, cuyo objetivo era derrocar el régimen comunista de Fidel Castro, vio a una fuerza de exiliados cubanos intentar desembarcar en la bahía, pero se encontró con una feroz resistencia por parte de las fuerzas cubanas. El fracaso de la operación fue una gran vergüenza para el gobierno de Estados Unidos y consolidó aún más la posición de Castro en el poder, mientras que aumentaba las tensiones de la Guerra Fría.
Los Dardanelos (Turquía) – Campaña de Galípoli (1915)
Los Dardanelos, un estrecho estratégico y bahía que conecta el Mar Egeo con el Mar de Mármara, fue el escenario de la Campaña de Galípoli durante la Primera Guerra Mundial. Las fuerzas aliadas, principalmente de Gran Bretaña y Francia, lanzaron una ambiciosa operación naval y terrestre para capturar la capital otomana de Constantinopla. Sin embargo, debido a las fuertes defensas turcas y a una planificación deficiente, la campaña terminó en fracaso. La Campaña de Galípoli es recordada como un desastre militar significativo para los aliados, y los Dardanelos siguen siendo un símbolo de los desafíos de la guerra naval.